# Авила (яхта)
Авила — моторная яхта короля Бодуэна и королевы Фабиолы.

## Название
Название дано королевой в честь города в Испании, месте рождении Св. Тереза.

## Использование
Использовалась для отдыха королевской семьи главным образом на Средиземном море. Входила в состав ВМС Бельгии, при этом несла тактический номер А 981. После смерти короля, королева передала судно в Королевский музей армии и военной истории, где она экспонируется с 1996 года.